# سقوط مرگبار (فیلم ۱۹۹۳)
سقوط مرگبار (به انگلیسی: Deadfall) فیلمی است محصول سال ۱۹۹۳ و به کارگردانی کریستوفر کوپولا است. در این فیلم بازیگرانی همچون مایکل بین، سارا تریگر، نیکلاس کیج، جیمز کابرن، پیتر فوندا، چارلی شین، تالیا شایر، میکی دولنز و رن تیلور ایفای نقش کرده‌اند.

## خلاصه داستان
خواهر و برادری به نام «ادیسون» (اریک بانا) و «لیزا» (الیویا وایلد)، از یک کازینو سرقت می‌کنند، که این کارشان مشکلاتِ زیادی به وجود می‌آورد…